# Lycée Lakanal
Lycée Lakanal  державна середня загальноосвітня школа, розташована у місті Со, департамент О-де-Сен, Франція, у Паризькому столичному регіоні. Він названий на честь Жозефа Лаканаля, французького політика та члена-засновника Французького інституту. Школа також пропонує середню школу та підготовчі класи до вступу в університети високого рівня. Ліцей Лаканал закінчили відомі французькі вчені та письменники, серед яких Жан Жироду, Ален Фурньє та Фредерік Жоліо-Кюрі.
Декілька колишніх студентів продовжили навчання у вищих навчальних закладах, зокрема, у паризькій Школі вищих навчальних закладів (HEC Paris).

## Знамениті учні
- Жан-Клод Карр'єр (1931-2021), французький сценарист, драматург, письменник, актор